# Kibawe
Kibawe es el segundo municipio en la provincia de Bukidnon, Filipinas. Según el censo de 2010, tiene una población de 35.767 personas.

## Características físicas

### Topografía
Los monumentos más importantes del municipio son varios picos de montañas agrupados en la mayor parte de los barangay. Los ríos Pulangi y Muleta sirven como los principales caladeros para las personas que residen cerca de la orilla, al igual que la hermosa y magnífica cueva de Paragupac en Barangay y la primavera en Rogobrob en Barangay Nueva Kidapawan.

### Clima
Las condiciones climáticas en el municipio de Kibawe son agradables y frescas durante todo el año. Es relativamente seca de enero a abril y húmeda durante el resto del año.

### Barrios
El municipio  de Kibawe se divide, a los efectos administrativos, en 23 barangayes o barrios, conforme a la siguiente relación:
| - Balintawak - Cagawasan - Este de Kibawe (Población) - Gutapol - Pinamula - Kiorao | - Kisawa - Labuagon - Magsaysay - Marapangi - Mascariñas - Natulongan | - Nuevo Kidapawan - Viejo Kibawe - Romagooc - Sampaguita - Sanipon - Spring | - Talahiron - Tumaras - Oeste de Kibawe (Población) - Bukang Liwayway - Palma |  |

## Historia

### Independencia
El municipio data de 1 de julio de 1956, cuando los distritos municipales de Baungón, Kibawe, Libona, Maramag y Sumilao, todos en la provincia de Bukidnon, quedan convertidos en municipios regulares.

## Hijos ilustres
- Manny Pacquiao, boxeador filipino, campeón del mundo de ocho divisiones.[6]